# ГЭС-2 (Москва)
ГЭС-2 — одна из старейших электростанций г. Москвы, выведена из эксплуатации, с 2021 года — культурный центр. Комплекс зданий, расположенных в центре Москвы на о. Балчуг в районе Якиманка. Во время строительства и до установления Советской власти называлась «Трамвайная электрическая станция», позже (вплоть до 1930 годов) известна под названиями: «Центральная трамвайная электростанция», «Московская государственная трамвайная станция» (МГТС), «Московская городская электрическая станция № 2» (МГЭС-2), «Государственная электрическая станция № 2» и «Городская электрическая станция № 2» (ГЭС-2). Официальное название с 1938 года — «ГЭС-2» (в 1937 году и ранее — «МГЭС-2»).
Электростанция введена в эксплуатацию в 1907 году, она снабжала энергией отдельные объекты столичной городской инфраструктуры. Закрыта в 2006 году в связи с «физическим и моральным износом» и избыточной стоимостью производимой электроэнергии. В 2015 году продана с торгов главе ПАО «Новатэк» Леониду Михельсону под строительство современного дома культуры, после чего фонд современного искусства V-A-C Михельсона начал реконструкцию здания. 17 августа 2021 года объявлено о начале ввода объектов пространства в эксплуатацию. Открытие дома культуры «ГЭС-2» состоялось 4 декабря 2021 года.

## История

### Российская империя

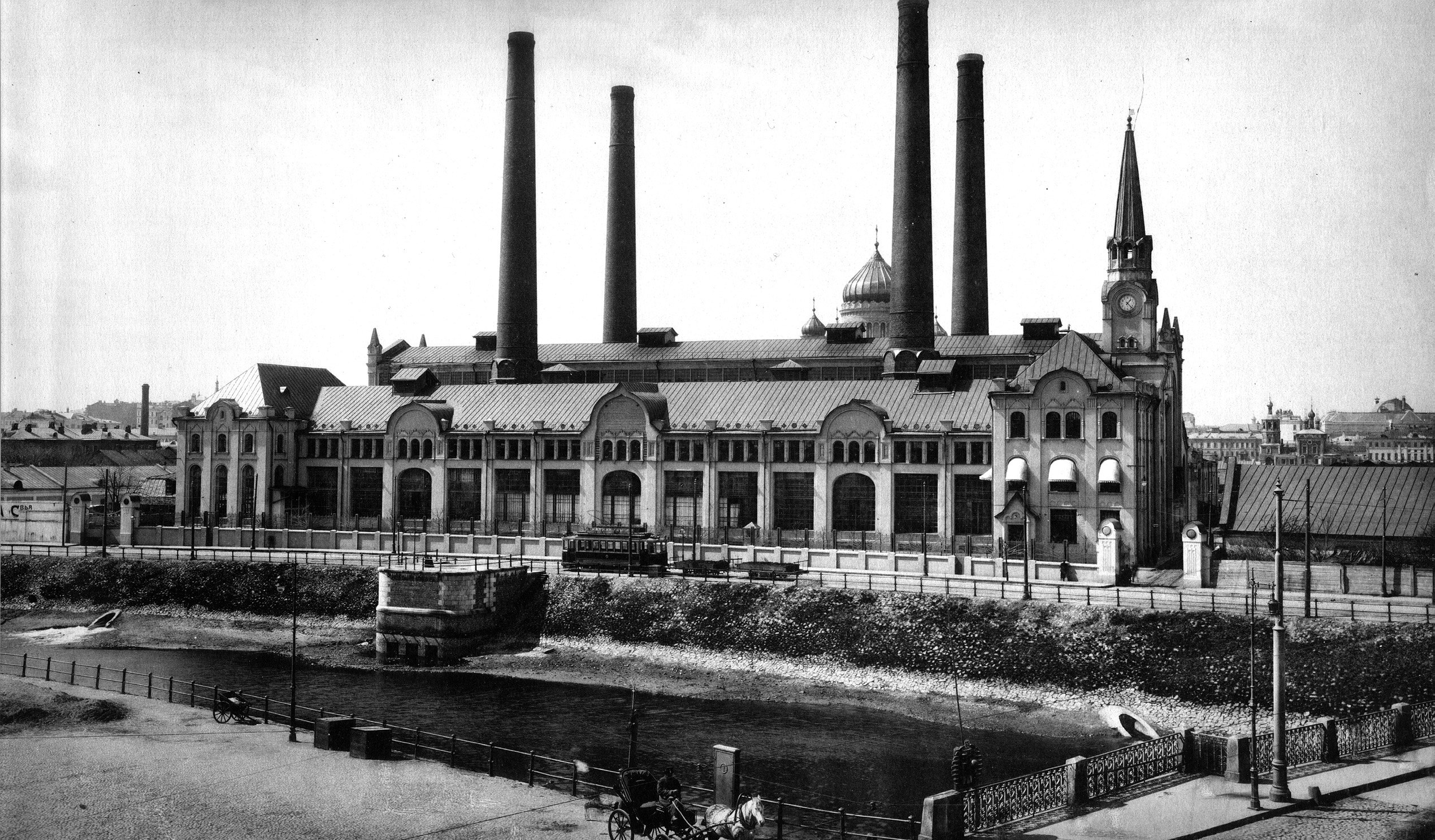
Городская центральная электрическая станция, 1913 год

ГЭС-2 была построена в 1905—1907 годах и первоначально носила название «Трамвайная», поскольку предназначалась для питания контактной сети городского трамвая. Первая трамвайная линия в Москве появилась в 1899 году, придя на замену конно-железной городской дороге. В конце XIX века развитием московского общественного транспорта занимались частные компании «Первое общество конно-железных дорог» и «Бельгийское акционерное общество», а электричество для первых трамвайных линий также поставляла Раушская электростанция, принадлежавшая «Акционерному обществу электрического освещения 1886 года». В начале XX века московские власти приняли политику снижения роли частного капитала в области общественного транспорта и в 1901—1909 годах полностью выкупили собственность обеих транспортных компаний, в 1904 году параллельно с подписанием 4-летнего контракта с «Акционерным обществом электрического освещения 1886 года» город заложил в Верхних Садовниках новую электростанцию специально для электрического общественного транспорта.
Участок для строительства Трамвайной электростанции был выделен из территории государственного винно-соляного двора, где ещё в 1880-х годах инженер Павел Яблочков планировал возвести электростанцию для освещения храма Христа Спасителя. Расположение обеспечивало удобное снабжение водой из Водоотводного канала и позволяло сэкономить на прокладке кабелей в коллекторе к самому загруженному трамвайному узлу на Лубянке в Лубянской слободе. Архитектором Трамвайной станции выступил выпускник Московского училища живописи, ваяния и зодчества и Императорской академии художеств Василий Башкиров, исполнивший её в неорусском стиле, инженерами — заведующий станцией инженер-электротехник Михаил Поливанов и инженер-механик Николай Сушкин при участии Владимира Шухова. Строительство началось летом—осенью 1904 года, а ввести станцию в эксплуатацию планировалось в 1906, но окончание работ было отложено из-за забастовок 1905 года.
2 (15) февраля 1907 года в присутствии городского головы Николая Гучкова, членов Управы и гласных Городской думы в машинном зале было проведено богослужение, священник освятил паровые турбины и первая очередь станции была введена в эксплуатацию. Ввод всего станционного оборудования в эксплуатацию был привязан к окончанию контракта с «Акционерным обществом электрического освещения 1886 года» и планам расширения трамвайной сети и продолжался до 1910 года. На строительство и оборудование Трамвайной станции городская казна потратила 2,1 миллиона рублей. На станции были установлены паровые котлы «Финцер и Гампер», турбины «Браун-Бовери», трансформаторы «Вестингауз Электрик». Котлы работали на нефти, по трубопроводу поставлявшейся из хранилища у Симонова монастыря. В 1910—1912 и 1917 годах на станции было установлено дополнительное оборудование, увеличившее её мощность более чем в 2 раза. Трамвайная станция питала Лубянскую, Краснопрудную, Миусскую и Сокольническую подстанции.

### СССР

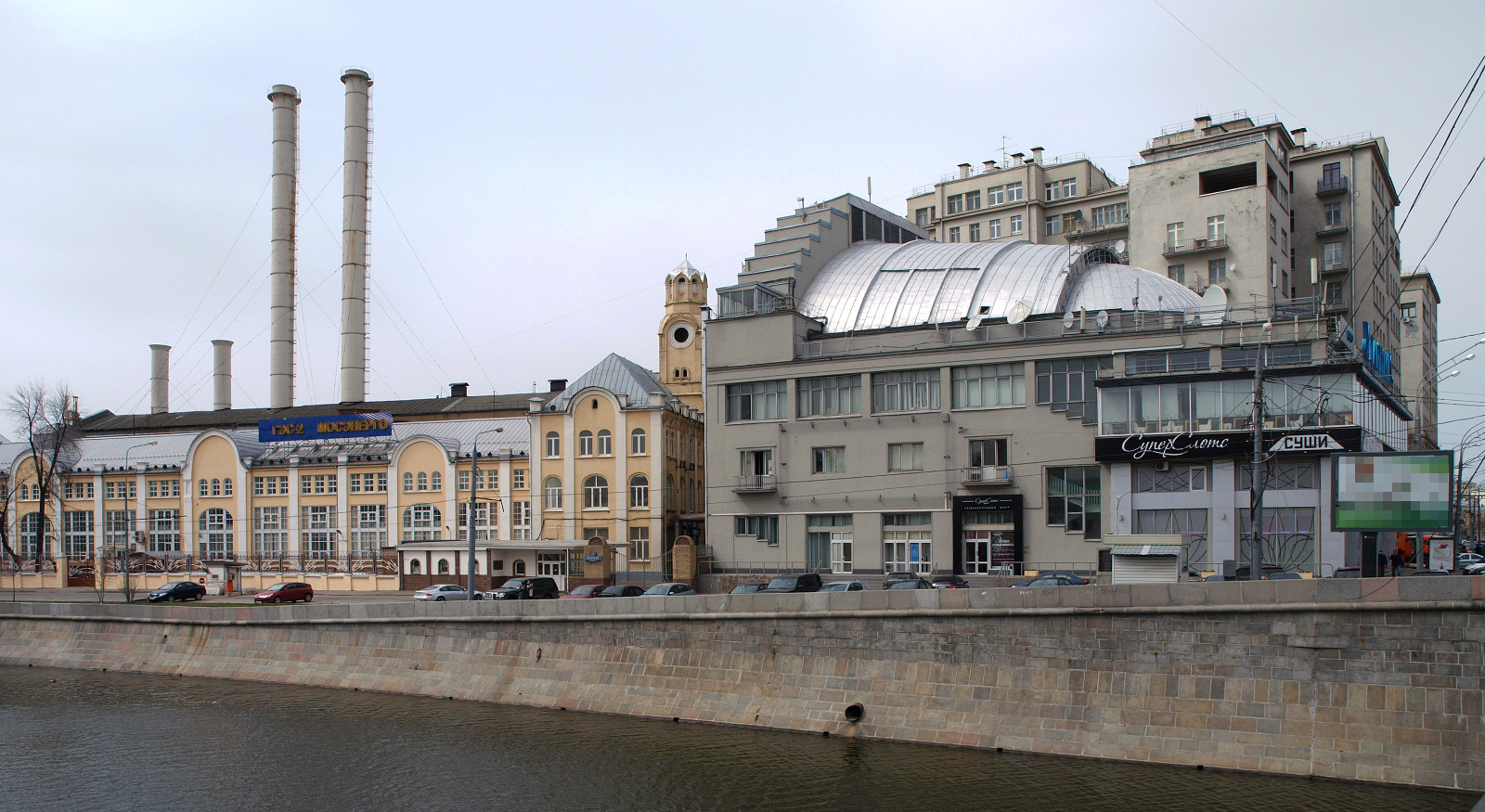
Здание ГЭС-2 в 2009 году

После февральской революции на Трамвайной станции был создан заводской комитет, в октябре представитель станции вошёл в состав военно-революционного комитета Замоскворецкого района. В дни противостояния большевиков и сторонников Временного правительства комитет захватил станцию, на часовой башне работала пулемётная точка, а трамвай использовался красноармейцами для бесперебойного снабжения боеприпасами и перемещения по городу. После Октябрьской революции Трамвайная электростанция перешла в подчинение Московского Совета рабочих и красноармейских депутатов. 24 сентября 1921 года постановлением Коллегии Главэлектро было создано Управление объединёнными государственными электростанциями Московского района (ОГЭС), и ему подчинена Трамвайная электростанция вместе с 8 другими электростанциями города. В январе 1922 года Трамвайная электростанция перешла в подчинение Московского объединения государственных электрических станций (МОГЭС), учреждённого постановлением Президиума ВСНХ. В 1925 году Раушская электростанция была переименована в «ГЭС-1 Мосэнерго», а Трамвайная — в «ГЭС-2 Мосэнерго». К этому времени станция утратила значение «трамвайной», поскольку большая часть энергии направлялась в общую сеть МОГЭС.
Река Москва в четырёхтрубном дыме,

И перед нами весь раскрытый город:

Купальщики-заводы и сады

Замоскворецкие. Не так ли,

Откинув палисандровую крышку

Огромного концертного рояля,

Мы проникаем в звучное нутро...

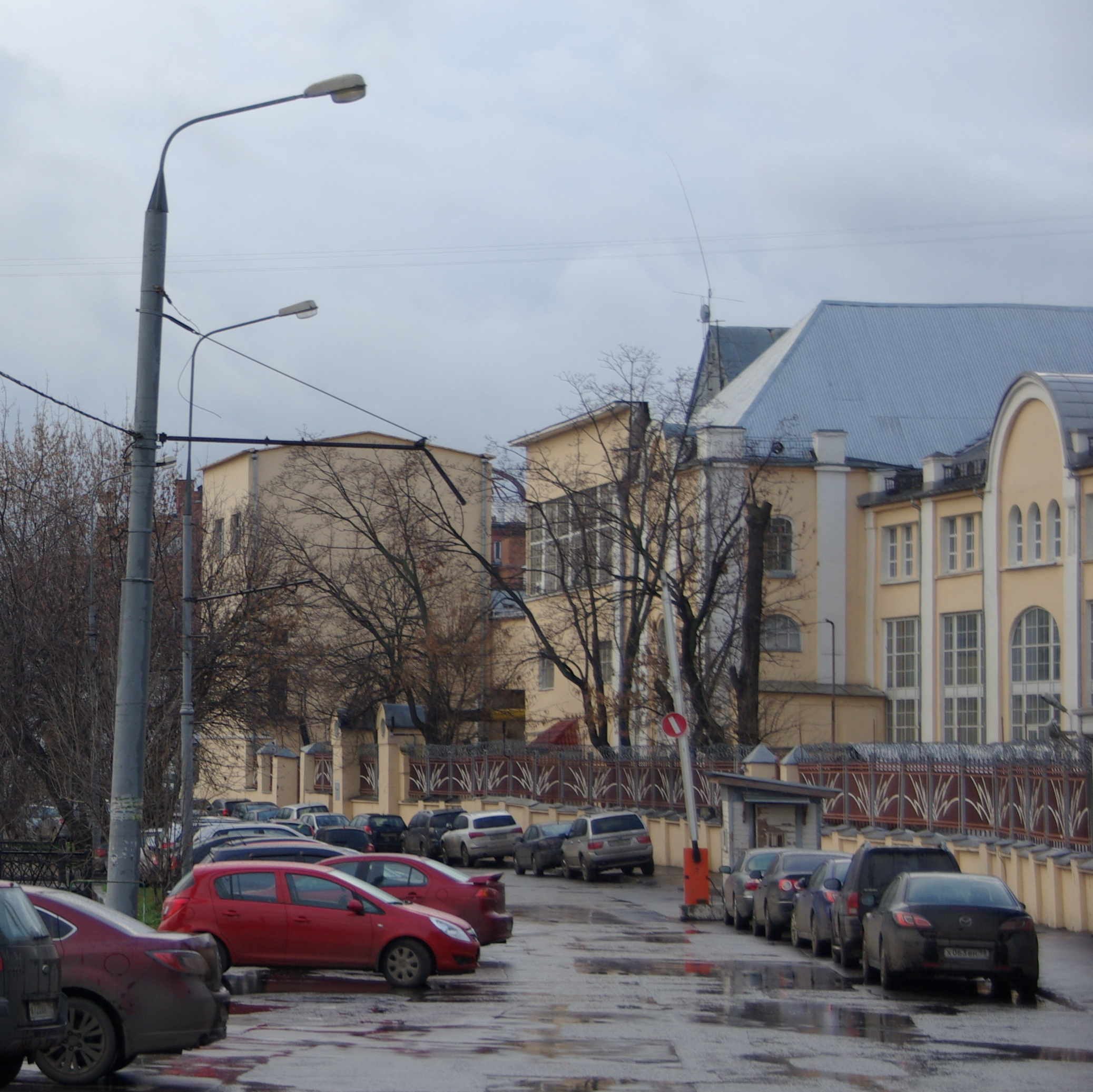
ГЭС-2 до начала перестройки в выставочный зал (2010)

В 1925 году котлы ГЭС-2 были переоборудованы на антрацит для экономии нефти, в конце 1920-х — начале 1930-х годов станция прошла реконструкцию и модернизацию в соответствии с планом первой пятилетки. После завершения строительства 1-го Дома советов ЦИК в 1931 году один из небольших котлов ГЭС-2 был перепрофилирован на обеспечение паром прачечной дома, также тепло станции использовалось для отопления «дома на набережной». В годы Великой Отечественной войны около 100 сотрудников ГЭС-2 ушли на фронт, в народное ополчение и партизанские отряды, вернулась только половина. В 1941 и 1942 годах несколько котлов станции были демонтированы и отправлены для установки в восточные районы страны, станки ГЭС-2 использовались для выпуска военной продукции. В условиях дефицита топлива 5 котлов были переоборудованы на дрова, во дворе станции были проложены трамвайные рельсы для подвоза дров, а от ГЭС-1 к ГЭС-2 был проложен открытый теплопровод для отопления особо ответственных объектов. За военные годы на станцию упали 7 фугасных снарядов и 153 зажигательные бомбы, но благодаря бдительности дежурных пожары удалось предотвратить.
В 1946 году, с началом поставок природного газа по газопроводу Саратов — Москва, начался перевод котельных ГЭС-1 и ГЭС-2 на природный газ с возможностью использования мазута в качестве резервного топлива. ГЭС-2 была полностью переведена на газ в 1947 году.
В 1956 году для упрощения административной структуры станции были объединены в единое предприятие с общим управлением, общими начальниками цехов и общими дежурными инженерами, ГЭС-1 стала филиалом ГЭС-2.
В 1965 году прошла большая модернизация станции, в рамках которой были заменены котлы, установленные ещё в 1907 году.
В 1991 году установлен третий трансформатор на 63 тыс. кВА.

### Российская Федерация
В 1994—1995 годах проведена модернизация основного оборудования станции — были заменены турбогенератор, два котла, остальные котлы модернизированы. Работа осложнялась отсутствием свободных площадей на самом предприятии и необходимостью подвоза крупногабаритного оборудования в центр города.
В 1996—2005 годах были запущены новые очистные сооружения и мазутное хозяйство, установлены шумоглушители, а котлы были переведены на смесь воды и хеламина.
В 2005 году, из-за общего износа и высокой стоимости производимой электроэнергии городские власти решают закрыть ГЭС-2, а по соседству была заложена новая станция «Берсеневская».

## Архитектура
Трамвайная электростанция находится на Болотной набережной и выходит к воде протяжённым фасадом машинного зала. Здание имеет простую композицию, ритм которой задают широкие окна, а его декор выполнен в неорусском стиле, характерный для прошлых работ Василия Башкирова — фасада Третьяковской галереи по эскизам Виктора Васнецова и особняка-галереи Ивана Цветкова на Пречистенской набережной. К машинному залу примыкает здание котельной, имеющее сходство с базиликой, торцовый фасад которой подчёркнут просторной аркой. Её крышу первоначально венчала часовая башенка с шатровым верхом наподобие Спасской башни Московского кремля, демонтированная в 1930-х годах, чтобы не загораживать фон кинотеатра «Ударник». Ещё один утерянный архитектурный элемент — узорчатые 62-метровые трубы котельной, которые наряду с колокольней церкви Софии в Средних Садовниках были высочайшими сооружениями Якиманки своего времени и были разобраны в 1941 году из-за опасений, что немецкая авиация может использовать их в качестве ориентира при налётах. Впоследствии на их месте были установлены металлические трубы, но память об оригинальных сохранилась в литературе:

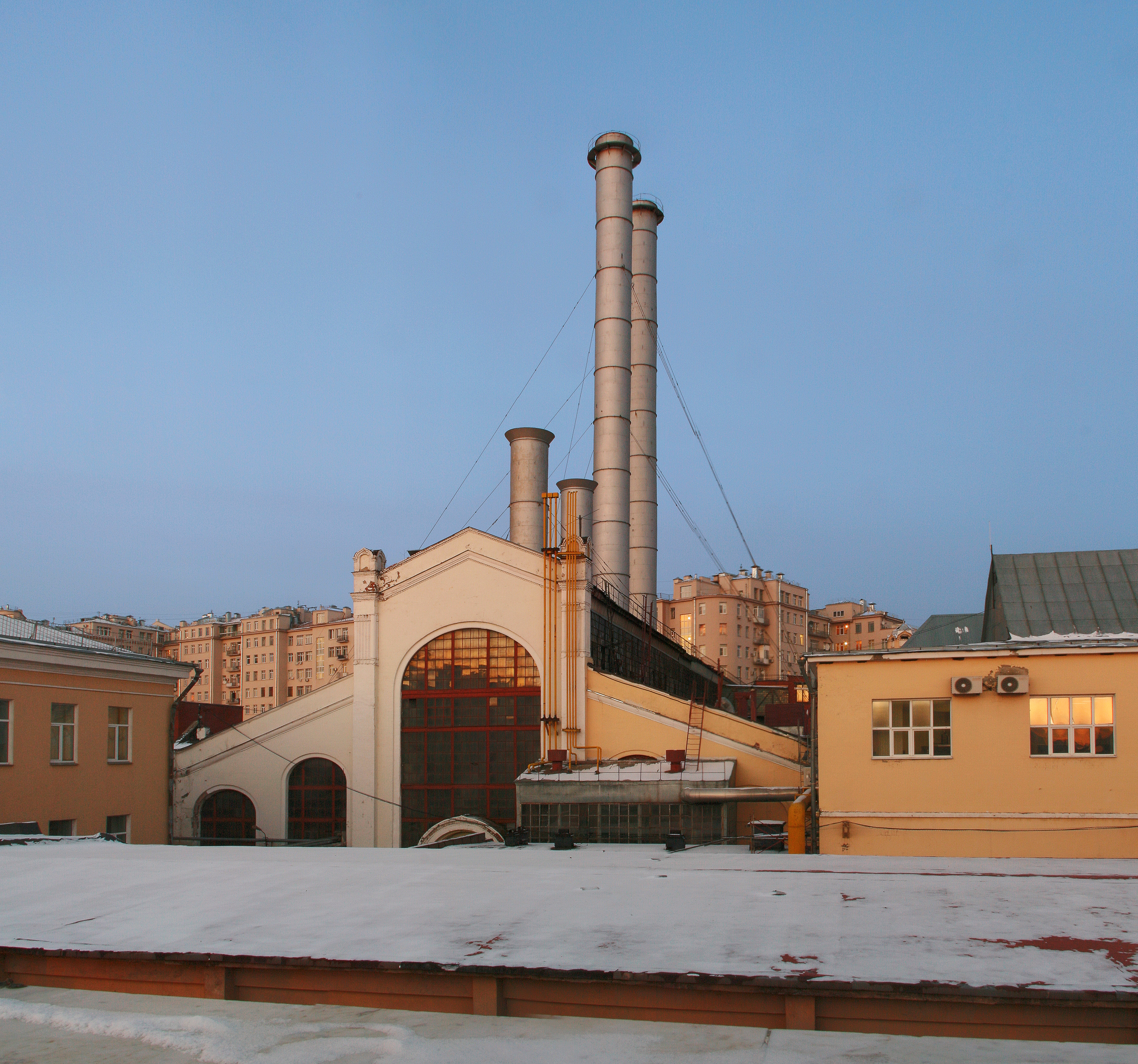
Январь 2016
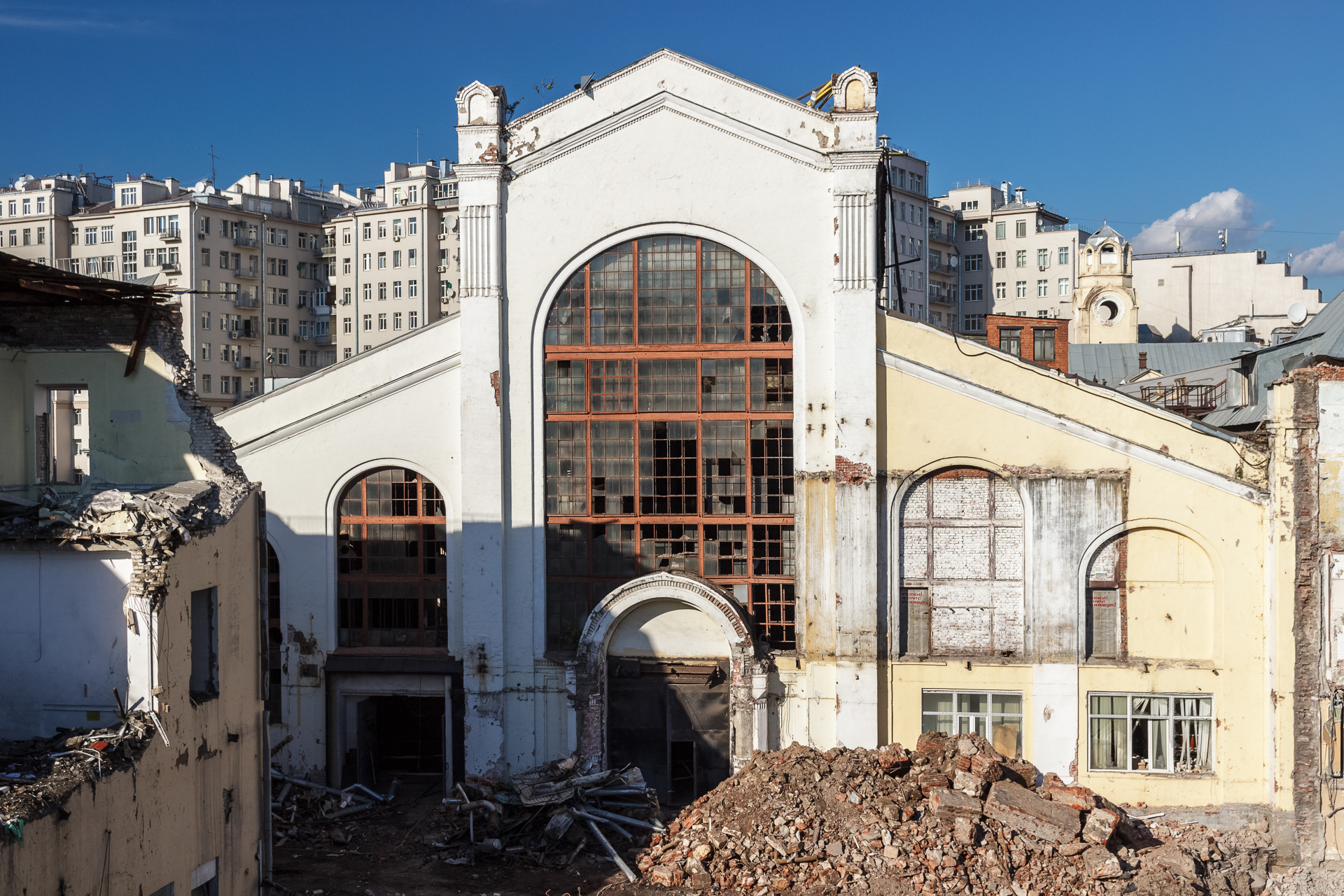
Сентябрь 2016
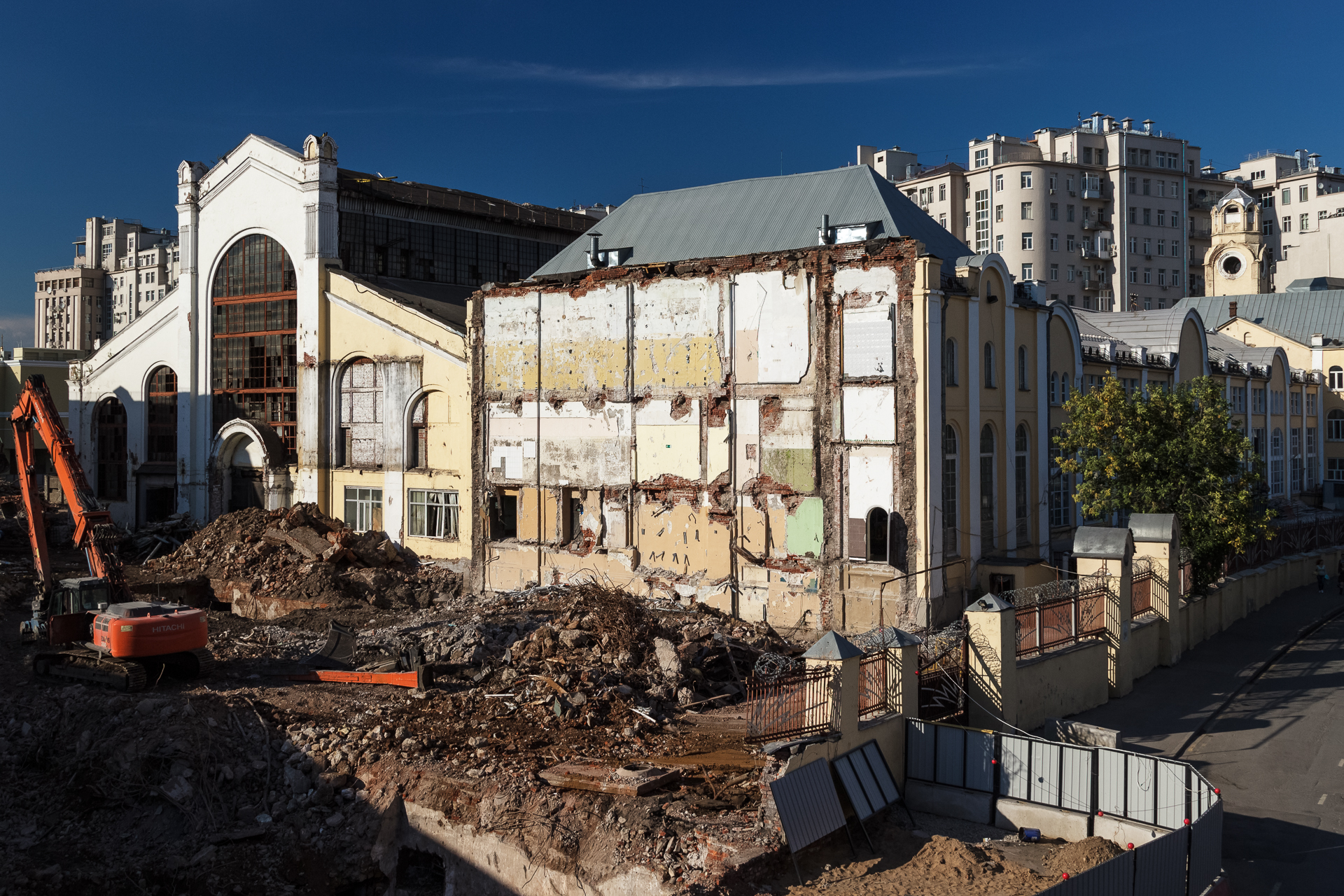
Сентябрь 2016

## Реконструкция

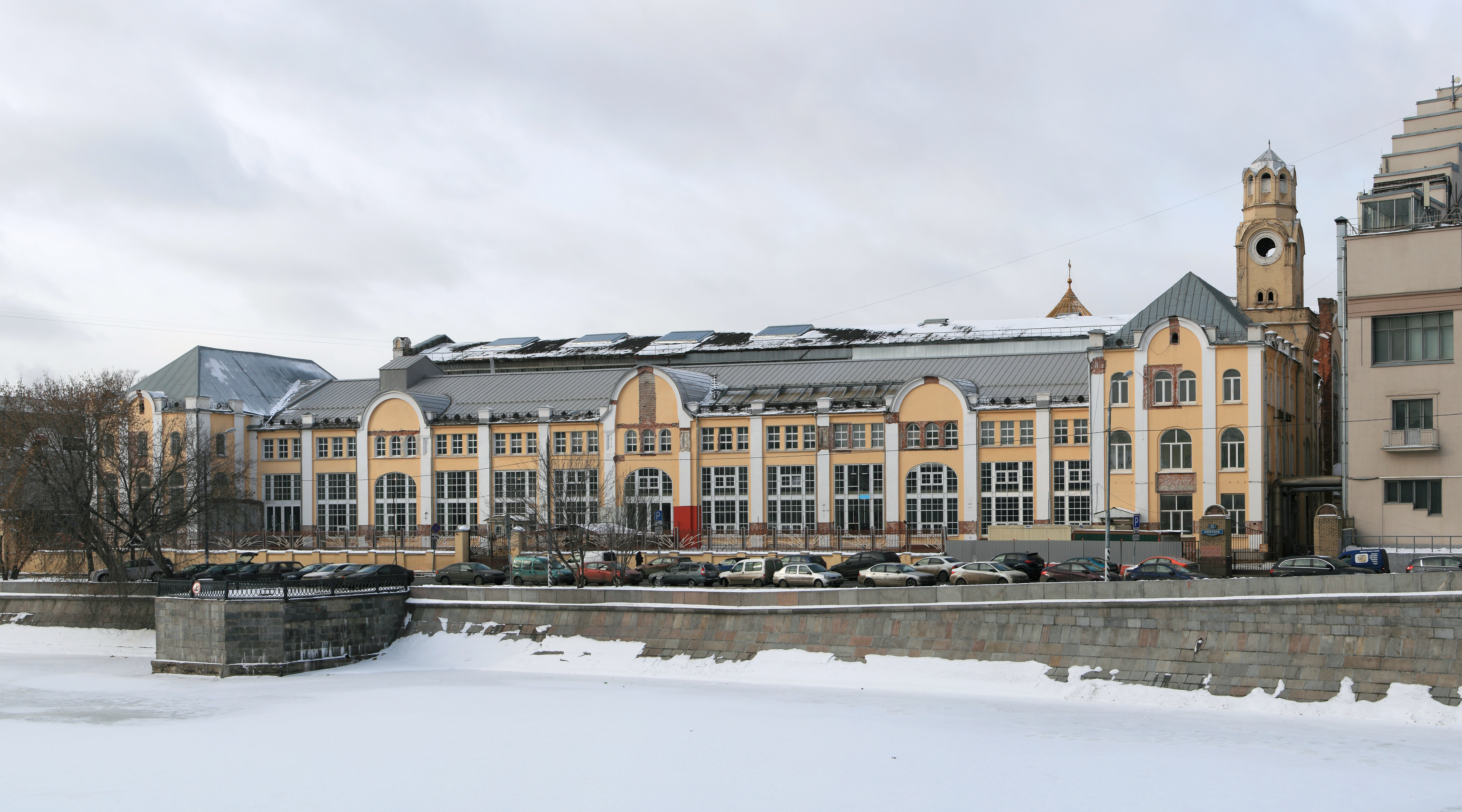
Здание ГЭС-2 в январе 2017

В 2009 году здание ГЭС-2 получило статус объекта культурного наследия регионального значения, а в 2014 году глава Департамента культуры Москвы Сергей Капков предложил выкупить постройку предпринимателю и меценату Леониду Михельсону, искавшему здание для московской выставочной площадки фонда современного искусства V-A-C. В 2014—2015 годах дочернее предприятие принадлежащей Михельсону и его бизнес-партнёру Леониду Симановскому группы компаний «Новатэк» приобрело здание ГЭС-2 за 1,7 миллиарда рублей. В сентябре 2015 года V-A-C провёл в помещениях электростанции выставку современного паблик-арта «Расширение пространства» и объявил о планах реконструкции здания для открытия Академии современного искусства по проекту архитектурного бюро Renzo Piano Building Workshop под руководством Ренцо Пиано, автора Национального центра искусства и культуры Жоржа Помпиду. В октябре концепция музейного комплекса была одобрена Архсоветом Москвы и научно-методическим советом Департамента культурного наследия и получила поддержку мэра Москвы Сергея Собянина. Проект был тепло встречен арт-средой и отмечен включением Михельсона в список 100 наиболее влиятельных людей арт-мира, составленный международным интернет-порталом Artnet в 2016 году.

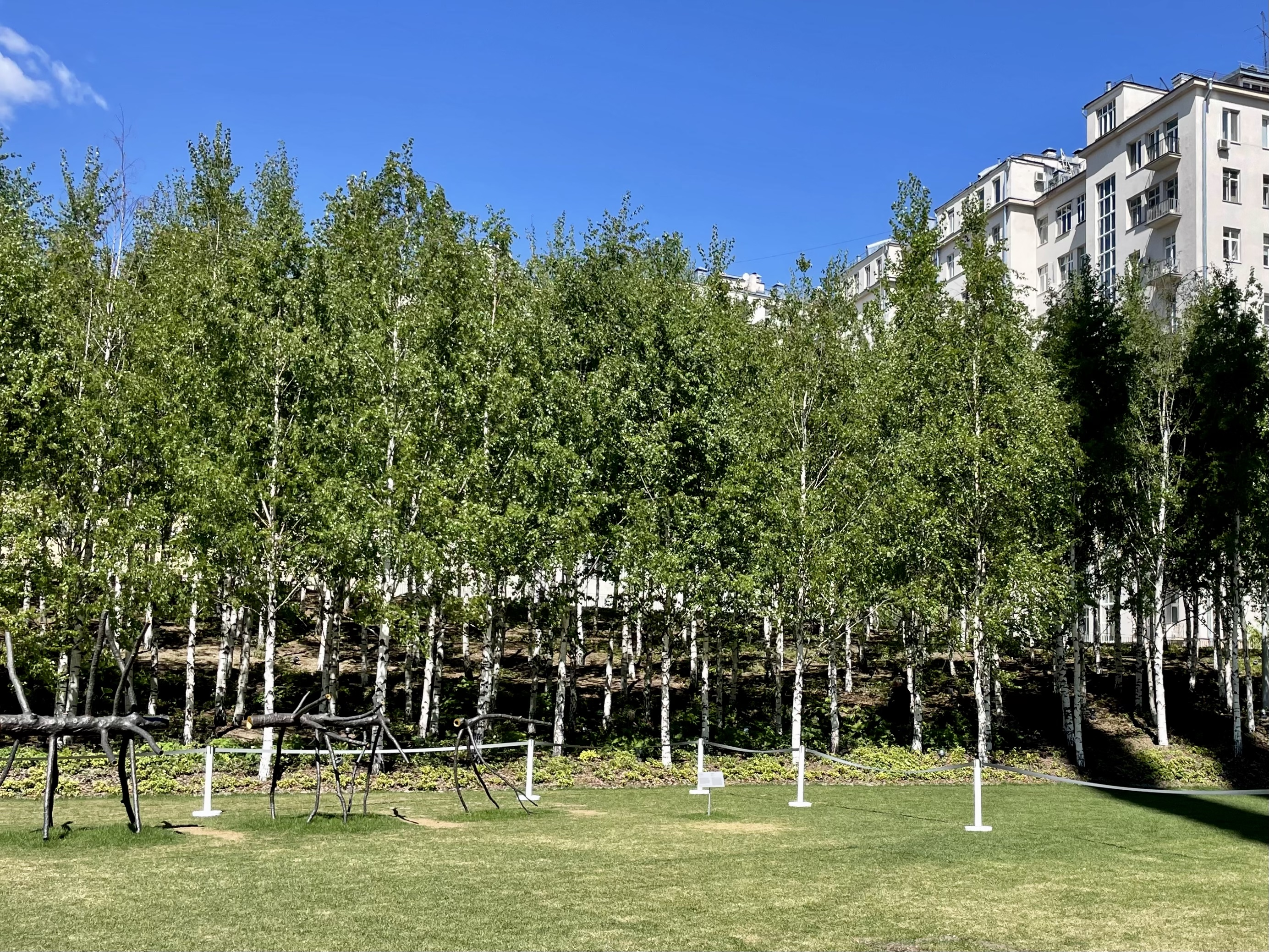
Берёзовая роща в ГЭС-2 в мае 2022

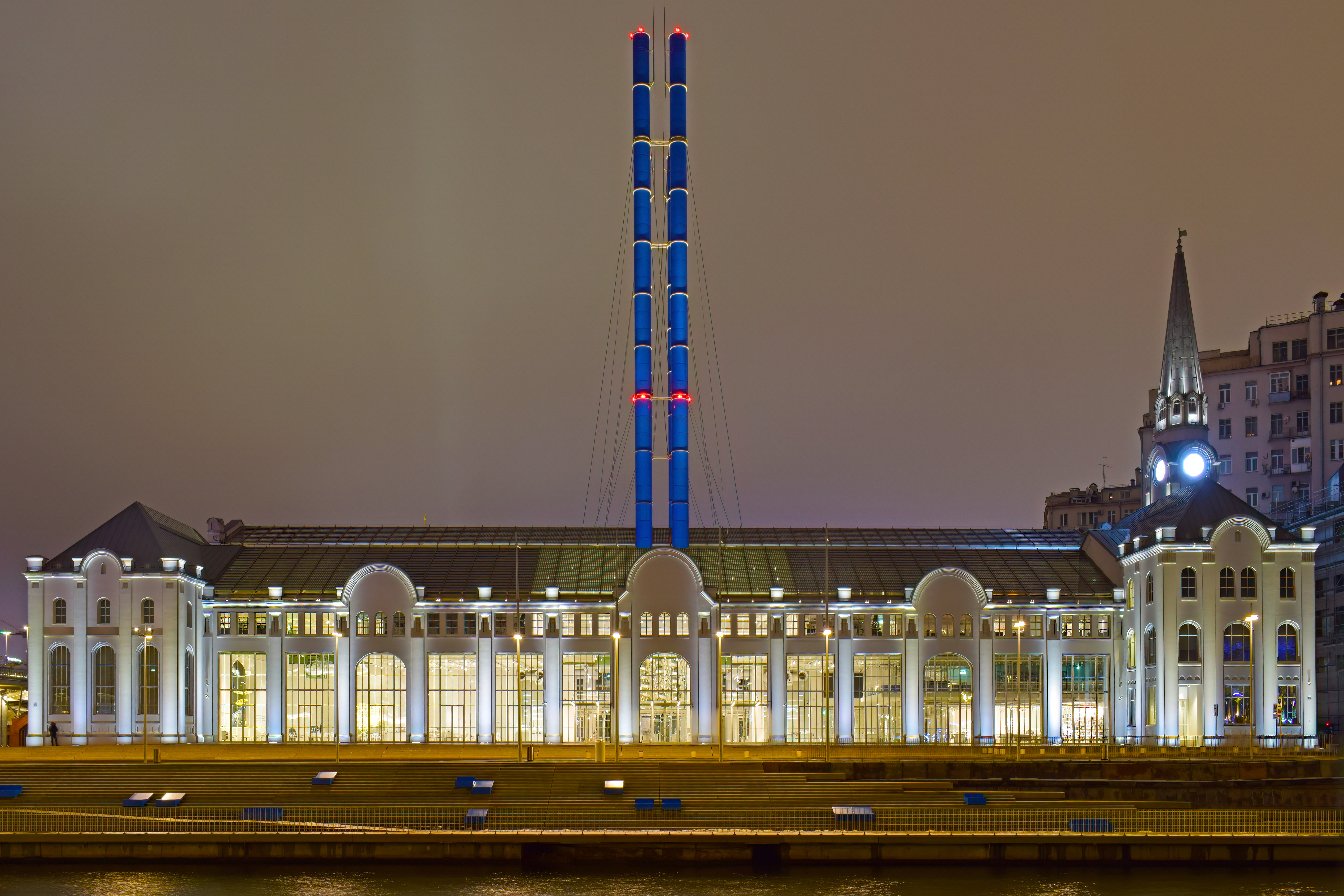
Ночной вид фасада в декабре 2024

Проект реконструкции предполагает восстановление первоначального исторического облика Трамвайной электростанции и переосмысление его внутреннего пространства. Он предполагает обращение к принципам энергоэффективной и устойчивой архитектуры — использование солнечных батарей, забор чистого воздуха через надстроенные до 70 метров трубы и сбор дождевой воды, а крышу машинного зала планируется сделать стеклянной, чтобы обеспечить естественное освещение в светлое время суток. Неф основного здания архитекторы планируют использовать как большое выставочное пространство площадью 1300 м², помещения поменьше — как отдельные выставочные залы. В здании запланированы библиотека и книжный магазин, кафетерий и аудитория на 350 мест. Перед основным входом в арт-центр задумана небольшая площадь, с которой посетители попадают на внутреннюю «улицу», окружённую выставками, к западу от здания арт-центра предполагается высадить берёзовую рощу из 600 деревьев и расположить объекты паблик-арта, со стороны Москвы реки должен разместиться прогулочный навес. Площадь арт-центра вместе с подземной парковкой составит 30,7 тысяч м². Планируемая посещаемость — 750 тысяч человек в год.
Демонтаж оборудования электростанции начался в первой половине 2016 года. По его завершении в феврале 2017 года фонд V-A-C провёл в очищенном здании проект «Геометрия настоящего» — серию музыкальных перформансов и инсталляций, лекций и открытых мастерских по саунд-арту, раскрывающих историю развития электронной музыки в России. В рамках проекта была выставлена одна картина — полотно Василия Кандинского «Резкий и мягкий» 1932 года. Строительство шло с 2017 года.

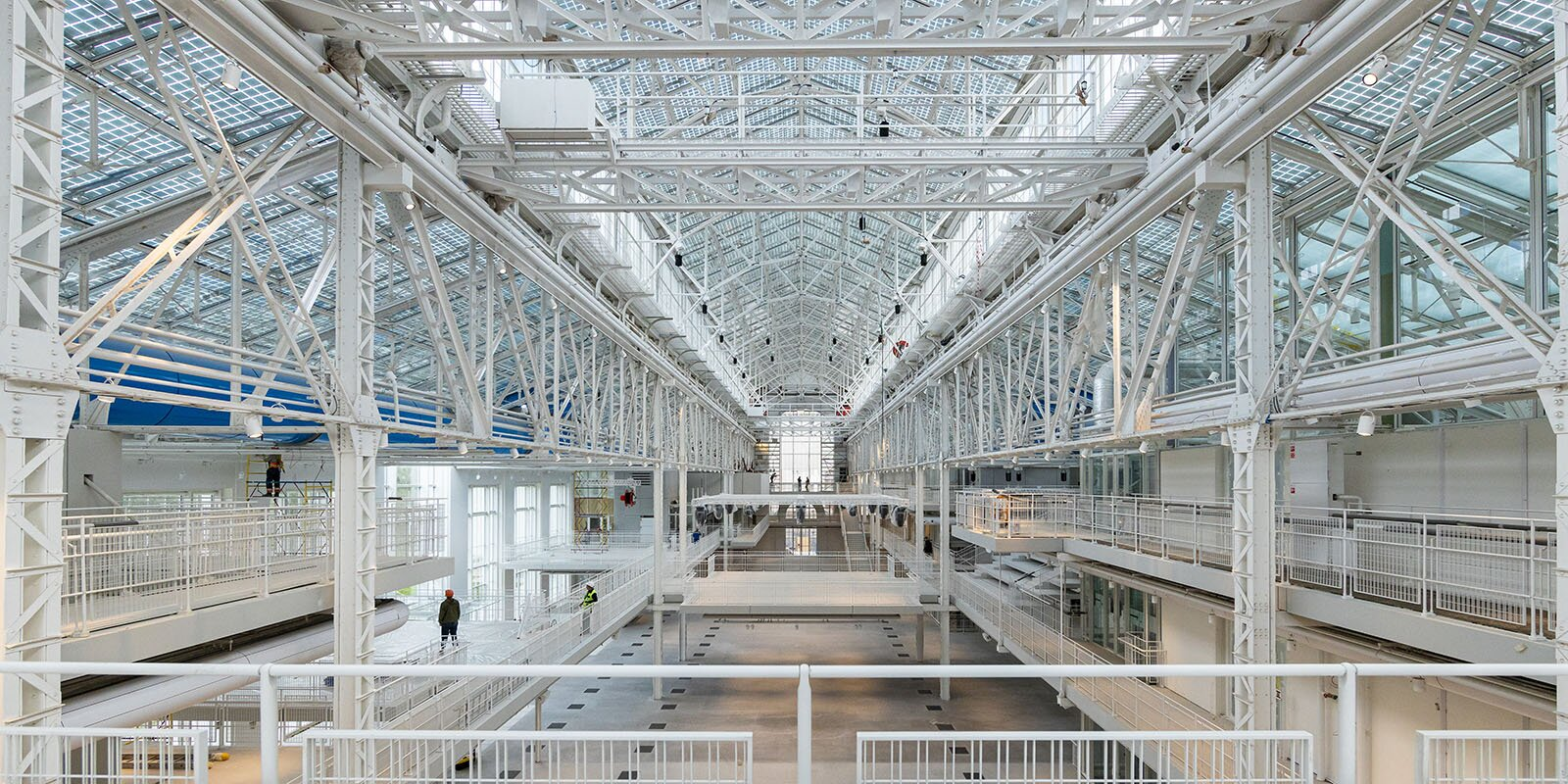
Интерьер ГЭС-2 после переделки в выставочный зал (2021)

17 августа 2021 года в V-A-C объявили о вводе территории дома культуры в эксплуатацию. Была открыта для публичного доступа отремонтированная набережная и спуск к Водоотводному каналу, на открытой территории ГЭС-2 стали проводиться занятия йогой и экскурсии об истории места, открылась пекарня. Арт-пространство начало заполняться первыми объектами искусства: перед входным комплексом ГЭС-2 установили скульптуру швейцарского художника Урса Фишера «Большая глина № 4», которая вызвала неоднозначную оценку и волну критики, а на арт-аллее — работу «Пространство света» итальянца Джузеппе Пеноне.

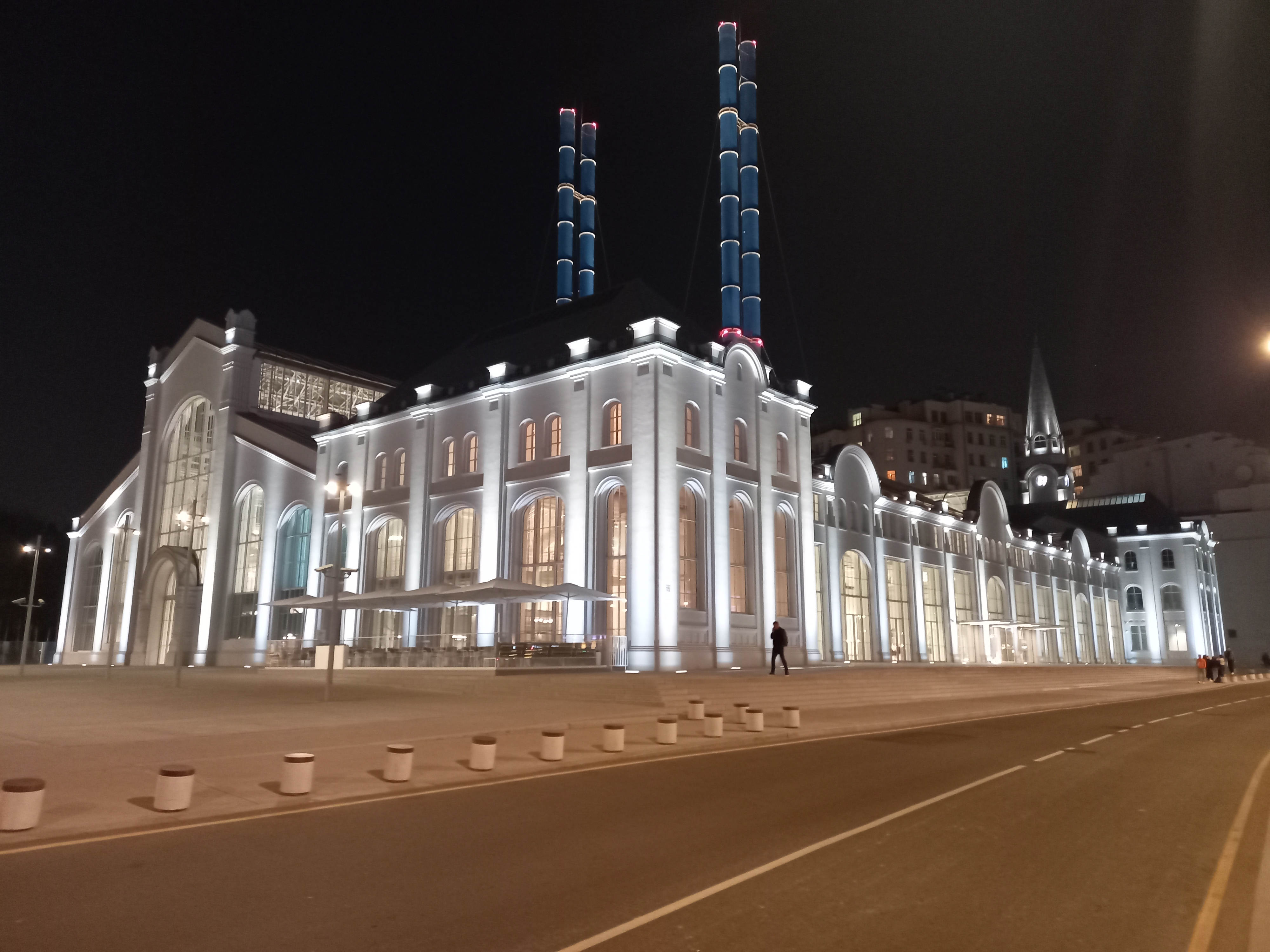
Сентябрь 2023 года